# لایونل نیومن
لایونل نیومن (انگلیسی: Lionel Newman؛ ۴ ژانویهٔ ۱۹۱۶ – ۳ فوریهٔ ۱۹۸۹) یک موسیقی‌دان اهل ایالات متحده آمریکا بود.
وی همچنین برنده جوایزی همچون جایزه اسکار بهترین موسیقی فیلم شده است.